# Trimerotropis arenacea
Trimerotropis arenacea är en insektsart som beskrevs av Rehn, J.A.G. 1910. Trimerotropis arenacea ingår i släktet Trimerotropis och familjen gräshoppor. Inga underarter finns listade i Catalogue of Life.